# El caso Fritz Bauer
El caso Fritz Bauer (en alemán: Der Staat gegen Fritz Bauer; lit. El Estado contra Fritz Bauer, título usado junto a Agenda secreta en la versión subtitulada original en español) es una película alemana de Lars Kraume de 2015. El foco del drama político, que se basa en gran medida en hechos históricos, es la lucha del fiscal general de Hesse, Fritz Bauer, por localizar, arrestar y llevar ante un tribunal alemán a Adolf Eichmann, uno de los criminales de guerra nazis más buscados del mundo. La película también muestra la resistencia oficial y social que encontró Bauer en Alemania a finales de los años cincuenta. También se habla de la homosexualidad, que en ese momento estaba penada, y que Bauer confiesa indirectamente a su colega más cercano, el joven fiscal Karl Angermann. 
Lars Kraume, premio Grimme en 1998 y 2007, no sólo dirigió, sino que también escribió el guion junto con Olivier Guez, inspirado en su libro Die Heimkehr der Unerwünschten. Eine Geschichte der Juden in Deutschland nach 1945 (El regreso de los no deseados. Una historia de los judíos en Alemania después de 1945). La película de 105 minutos se estrenó en el Festival Internacional de Cine de Locarno 2015, donde recibió el premio del público.  Siguieron otros premios, la mayoría de las veces en las categorías de Mejor Largometraje y Mejor Actor (Burghart Klaußner). En los Premios del Cine Alemán de 2016, El caso Fritz Bauer resultó la gran ganadora con seis premios y tres nominaciones. Se proyectó en la sección Contemporary World Cinema del Festival Internacional de Cine de Toronto 2015.Se estrenó en los cines alemanes en octubre de 2015 y se proyectó por primera vez en la televisión abierta alemana el 25 de abril de 2018 en Arte.  

## Trama
El fiscal general Fritz Bauer tiene amigos influyentes, sobre todo su superior inmediato, Georg-August Zinn, primer ministro de Hesse y ministro de justicia en unión personal. Pero también tiene numerosos enemigos que conspiran contra él a sus espaldas, como el fiscal arribista Kreidler y el hombre del BKA Gebhardt, con pasado nazi, quienes están interesados en difundir el rumor de que un accidente de natación de Bauer fue un intento de suicidio. Cuando Bauer vuelve al trabajo una semana después, se ha perdido un expediente, no por primera vez, y convoca a los funcionarios de su departamento especial. La breve encuesta termina sin resultados. Sin embargo, uno de ellos, Karl Angermann, le confiesa después en privado que tiene el expediente, el propio Bauer le dio la orden de trabajar en ello. Cuando se Bauer se sorprende y le pregunta por qué no había dicho esto antes, Angermann responde que no quería avergonzarlo.
Poco después, Bauer recibe una carta dirigida personalmente a él desde Argentina con información sobre dónde podría esconderse Adolf Eichmann, el organizador del Holocausto y uno de los criminales de guerra nazis más buscados del mundo. Bauer está electrizado. Evita acudir a las autoridades alemanas, que están llenas de viejos nazis, porque teme que Eichmann sea alertado en lugar de atrapado. Interpol ya ha señalado que no tiene jurisdicción sobre los criminales políticos. Como consecuencia de ello, Bauer considera la posibilidad de implicar al servicio secreto israelí Mosad, pero por ello podría ser acusado de traición. Informa a una única persona acerca de su plan: su viejo amigo y antiguo compañero de armas, el primer ministro Zinn. Bauer vuela en secreto a Israel. El Mossad sigue el consejo de su informante, con resultados negativos. Bauer se queja de que también deberían haber comprobado los nombres de los dos clientes de la compañía de electricidad de la casa en la que supuestamente vive Eichmann, pero no logra más que la promesa de que el Mossad actuará si puede proporcionar una segunda fuente independiente. Para conseguirlo, Bauer intenta ganarse un aliado: Angermann. Ahora sabe que el joven no sólo es leal, sino también valiente, ya que en un proceso contra homosexuales pidió una condena escandalosamente baja (5 marcos alemanes), citando una sentencia judicial que Bauer le había señalado. Su solicitud es inicialmente recibida con escepticismo por parte de Angermann, y su impaciencia casi lleva casi a un conflicto. Sin embargo, finalmente lo convence indirectamente a través de su credibilidad personal durante una aparición televisiva esa misma noche. El informante con el que se contacta Angermann presenta una cinta que prueba que Eichmann se encuentra efectivamente en Argentina. Bauer, por su parte, especula con razón que podría estar en la nómina de una empresa alemana con uno de esos dos nombres no verificados y lo chantajea con un ex nazi del departamento de recursos humanos de Mercedes-Benz. El Mossad actúa y secuestra a Eichmann con destino a Israel. El resultado es una sensación mundial, pero no la solicitud de extradición a Alemania que Bauer esperaba: intereses políticos y económicos que van más allá de las fronteras nacionales entran en conflicto con esto.
Los oponentes de Bauer todavía quieren defenestrarlo, saben que estuvo en secreto en Israel y, como se sospecha con razón, quieren chantajear a Angermann sobre su participación en el secuestro de Eichmann con una declaración que lo incrimina. La BKA también tiene algo en su contra. Una consecuencia inmediata del "juicio por escándalo" de Angermann fue que un amigo del acusado le agradeció y le entregó la tarjeta de presentación al bar nocturno donde ella actúa. Angermann aparece allí y se siente atraído cuando resulta que es transgénero. Gebhardt, del BKA, le presenta fotografías que demuestran su relación criminal y le da una semana: o traiciona a Bauer o tiene que ir a prisión. Angermann tiene mucho que perder: lleva dos años casado y pronto será padre. Sin embargo, se opone a la traición y se entrega a la justicia por violar el artículo 175. Antes de hacerlo, pide urgentemente a Bauer, muy decepcionado por el fracaso de la solicitud de extradición, que siga luchando. Lo hace anunciándole a Kreidler: “Asegúrate, haré mi [trabajo]. Mientras viva, nadie me impedirá hacer esto. “

## Elenco
- Burghart Klaußner como Fiscal General Fritz Bauer
- Ronald Zehrfeld como fiscal Karl Angermann
- Jörg Schüttauf como Paul Gebhardt
- Sebastian Blomberg como Ulrich Kreidler
- Lilith Stangenberg como Victoria
- Michael Schenk como Adolf Eichmann
- Stefan Gebelhoff como Willem Sassen
- Pierre Shrady como Eberhard Fritsch
- Götz Schubert como Georg August Zinn
- Nicole Johannhanwahr-Balk como Vera Eichmann
- Tilo Werner como Isser Harel
- Dani Levy como Chaim Cohn
- Matthias Weidenhöfer como Zvi Aharoni
- Laura Tonke como Fraulein Schütt
- Arndt Schwering-Sohnrey como fiscal Kügler
- Daniel Krauss como Fiscal Vogel
- Rüdiger Klink como Heinz Mahler
- Andrej Kaminsky como oficial de policía

## Antecedentes
El director Lars Kraume, que creció en Frankfurt am Main, nunca había oído hablar de Fritz Bauer y recién lo descubrió en 2011 leyendo Die Heimkehr der Unerwünschten. Eine Geschichte der Juden in Deutschland nach 1945 (El regreso de los no deseados. Una historia sobre los judíos en Alemania después de 1945), escrita por Olivier Guez, con quien luego escribió el guion.   Dos razones principales motivaron a Kraume a hacer la película. Por un lado, el atractivo de dibujar un héroe arcaico sacado de la realidad en una constelación de "solo contra todos" y, por otro lado, el deseo de honrar su participación en el secuestro de Eichmann, un hecho que sólo quedó claro diez años después de la muerte de Bauer. Kraume se limitó a un extracto relativamente breve de la vida de su protagonista y nunca tuvo en mente una película biográfica que trazara toda la historia de su vida. 
Sobre Fritz Bauer no faltó material. Por ejemplo, al saber exactamente cuáles eran sus intereses y preferencias, pudieron recrear adecuadamente el interior de su modesto apartamento en el centro de Frankfurt. Kraume elogia la buena interacción de todos los oficios involucrados en la producción de la película (decorado, diseño de vestuario, cámara, montaje, actores), que en su opinión dieron como resultado una imagen coherente de finales de los años cincuenta. Hubo poca improvisación en el set, gracias a una investigación exhaustiva y a una idea clara del guion, que pretendía “redimir” al héroe estancado en el principio de dos maneras: a través de algo históricamente probado, el rastro hasta Eichmann, y complementado ficticiamente por el joven compañero de armas Angermann. El rodaje duró 30 días. El presupuesto rondaba los tres millones de euros. 
Kraume no consideró seriamente trabajar en el material como documental. Sin embargo, antepone su largometraje con una grabación de archivo de Fritz Bauer, principalmente con el objetivo de mostrar al espectador que Burghart Klaußner no inventa nada con su forma de encarnarlo. Cuando Klaussner vio por primera vez una grabación original de Bauer, le pareció imposible poder realizarla. Pero el deseo de intentarlo era igualmente fuerte, y así logró la transformación interior en una especie de “flash”.  Según Kraume, el resultado cinematográfico ilumina tanto al propio Fritz Bauer como a la época en la que vivió. Los "gestos locos y tensos y su físico" de Bauer muestran su disposición personal al sacrificio (renunciando por completo a sus inclinaciones sexuales) y al mismo tiempo la preferencia de la joven República Federal Alemana por los conceptos morales tradicionales de la era nazi. El ductus suabo de Bauer, a su vez, caracteriza sus orígenes en una familia judía fuertemente asimilada y refuta la alteridad esencial de los judíos que reivindica la ideología nazi. 

## Realidad y ficción
Basada en una investigación exhaustiva, también en estrecha colaboración con el Archivo Fritz Bauer, la película presenta los hechos históricos más importantes. Al mismo tiempo, se permite cierta libertad artística, algo que, desde el punto de vista de Kraume, es algo natural en un largometraje. Uno de ellos se refiere al propio protagonista. En la vida real, dice Kraume, el coraje de lucha de Fritz Bauer dio paso a una desilusión cada vez mayor. Como lo ve como una figura heroica desde la perspectiva actual, se permitió darle la vuelta a esta situación, permitiéndole encontrar una actitud combativa a partir de una crisis.  La segunda libertad artística importante es la invención del joven fiscal Karl Angermann. Kraume ficcionalizó a este personaje porque la obligación de tener que hacer justicia a otra persona real lo habría restringido demasiado. Angermann simboliza a los hombres de la vida de Bauer con quienes tuvo una relación de mentor. Thomas Harlan, que era uno de ellos, estaba fuera de discusión porque la amistad de Bauer con él no comenzó hasta los años 60. 
La “sentencia Valentin” a la que Bauer se refiere a sus jóvenes colegas fue la llamada “sentencia de las tres marcas” de 1951, con la que el juez de Hamburgo Fritz Valentin condenó a dos hombres a ocho meses de prisión por actividad homosexual y que finalmente la convirtió en la pena mínima. de un día de prisión o tres marcos alemanes. Otro hecho histórico es la nota de Bauer a Angermann de que el endurecimiento del artículo 175, promulgado durante la era nazi, fue confirmado por el Tribunal Constitucional Federal de Alemania en 1957. Detrás de los dos hombres que "acechan a los protagonistas como hienas"  se ocultan personas que realmente existieron en el entorno de Bauer (aunque con nombres diferentes) y que actuaron de forma similar, como muestra la película. Según Kraume, esto incluía, por ejemplo, la información falsa deliberadamente lanzada por el posterior presidente de la BKA, Paul Dickopf, de que Eichmann se encontraba en Kuwait. 
La primera fuente que condujo al rastro de Eichmann en Argentina, la carta de Lothar Hermann, está históricamente garantizada, la segunda no ha sido aclarada hasta el día de hoy. Según Kraume, Bauer tampoco hizo ningún comentario al respecto.  En esto probablemente influyó la entrevista a Eichmann realizada por Willem Sassen mencionada en la película, que en realidad terminó en manos de Bauer. El hecho de que Ricardo Klement (nombre en clave de Eichmann) pudiera haber sido empleado por Mercedes-Benz es una especulación que Kraume tomó de un libro: Eichmann vor Jerusalem de Bettina Stangneth. Lo que Bauer dice en su aparición televisiva en la película, lo dijo en realidad en el programa “Heute Abend Kellerklub”, pero recién en diciembre de 1964. Su vacilación al principio es ficticia: para mostrar que primero tuvo que superar una resistencia interior antes de poder abrirse. La imagen final de la película debería mostrar a un héroe luchador;  una de las razones por las que no termina con su muerte, que nunca ha sido completamente aclarada fuera de toda duda. La secuencia inicial lo alude aún más claramente: Bauer, sedado con somníferos, casi se ahoga en la bañera, pero es salvado por su chofer.
Aparte de la causa de la muerte, los puntos más controvertidos de la biografía de Bauer son si era homosexual y si se sometió a los nazis. Esto último, dice Kraume, no está documentado sin contradicciones, pero desde su punto de vista es muy probable, ya que Bauer fue liberado de los campos de concentración y de la prisión en noviembre de 1933 junto con los demás que habían firmado una declaración de sumisión. Por eso inventa una escena en la película en la que Bauer admite haber dado este paso, se arrepiente y, mirando al firme Kurt Schumacher (que estuvo internado en varios campos de concentración durante casi diez años), expresa el imperativo, dirigido a Angermann, de permanecer inflexible. Kraume no cree que esto pueda perjudicar a Bauer. Lo mismo se aplica a la homosexualidad. Tampoco comparte la opinión de que esto sea completamente irrelevante. Para Bauer sólo había una opción entre uno y otro; si quería uno, tenía que renunciar al otro. Como “cazador de nazis”, no se le permitía vivir sus inclinaciones sexuales, ni siquiera en secreto; Al igual que Angermann, habría sido chantajeado o procesado. Por eso se analizan en la película, al igual que en biografías más recientes (incluida la de Ronen Steinke) o la exposición de 2014 comisariada por el Archivo Fritz Bauer 

## Trasfondo
- Había un parecido sorprendente no sólo entre Burghart Klaußner y Fritz Bauer, sino aparentemente también entre Michael Schenk y el Adolf Eichmann que retrató. Así quedó demostrado durante el rodaje en Israel, donde también se grabó la película ambientada en Argentina. En la escena en la que Schenk/Eichmann compra algo en el mercado, algunos le pidieron que se hiciera una foto con ellos: como “Eichmann”.
- Originalmente, el papel de la transgénero Victoria estaba destinado a ser actuado por un hombre. Pero la primera persona elegida para el papel caminaba con tacones altos tan “elegantemente” como Jack Lemmon en Some Like It Hot. Después de que fracasaron otros intentos, se decidieron por una mujer, Lilith Stangenberg.[7]
- La imagen del archivo del comandante del Einsatzgruppe Schneider muestra la llegada de Hinrich Lohse y sus oficiales a la estación de tren de Riga, 1944.

## Recepción

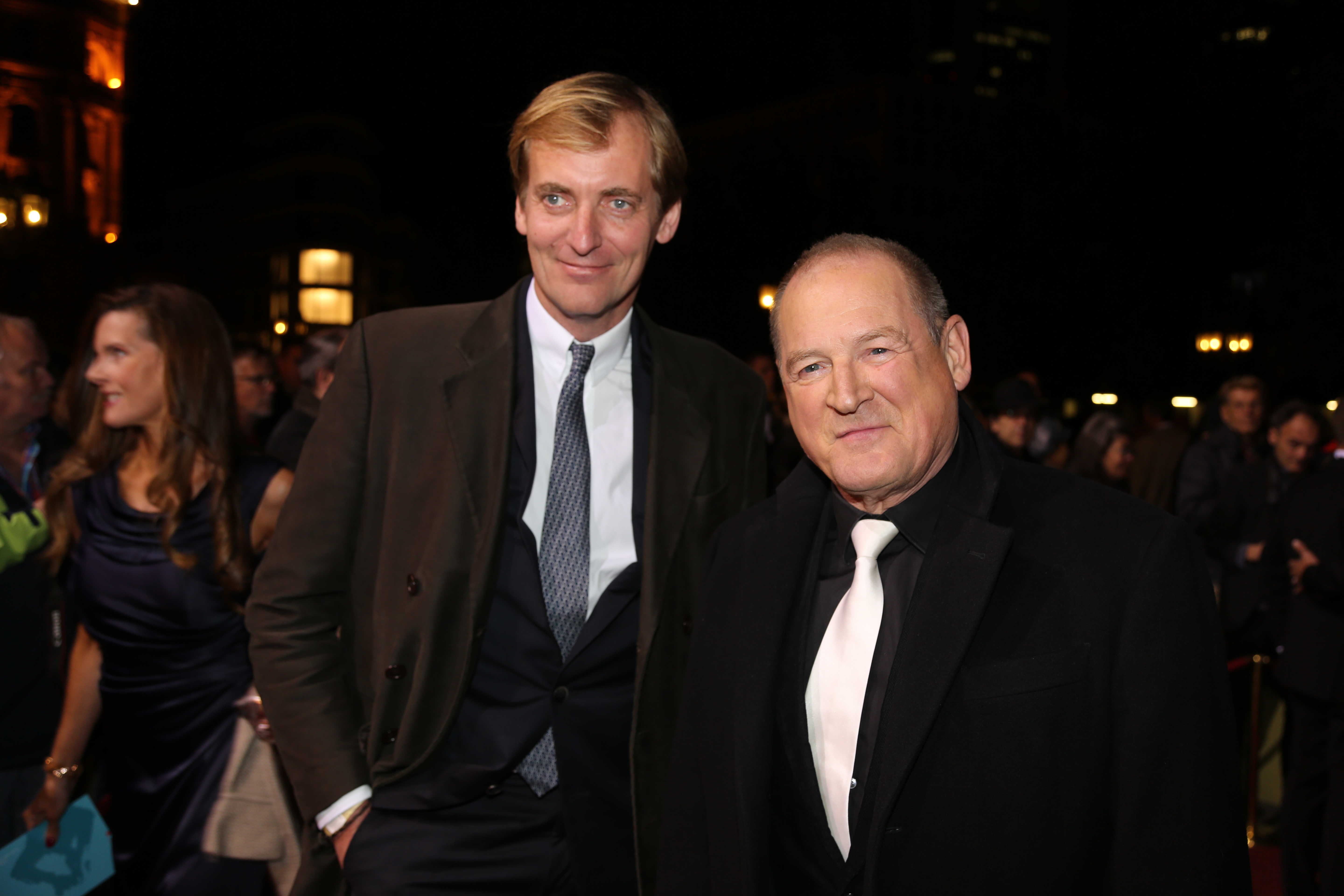
Lars Kraume y Burghart Klaußner en la ceremonia de entrega del Premio de Cine y Cine de Hesse 2015

En los artículos alemanes predominaron claramente los elogios a El caso Fritz Bauer. Die Zeit (“grande”)  y Der Tagesspiegel (“obra maestra”);  Der Spiegel (“convincente”),  Süddeutsche y Frankfurter Allgemeine Zeitung hicieron concesiones mínimas.   Se destacó, por ejemplo, que en la película la verdad y la ficción se inspiran mutuamente, el diseño de producción libre de clichés, la música de jazz y la elección acertada del héroe: no hay nadie mejor para el papel de Fritz Bauer. Hubo elogios para el actor Burghart Klaußner: “con valentía”, “milagro de transformación”, “una actuación digna de un Óscar”. Pero también se dijo que el “resto del elenco” estaba en “muy bien”.
Casi uno de cada dos críticos hizo la comparación obvia con La conspiración  del silencio, la película realizada un año antes sobre los antecedentes de los procesos de Auschwitz en Frankfurt, en la que Fritz Bauer, interpretado por Gert Voss, aparece como personaje secundario. Todas las comparaciones estaban a favor de El caso Fritz Bauer. La conspiración del silencio, candidata al Oscar extranjero de 2016, era una “película honesta”, pero El caso Fritz Bauer era la candidata más prometedora. Es más comedida, pone a sus personajes en el centro y desarrolla su fuerza dramática así como sus rupturas cómicas con ellos. Kraume no tiene necesidad de recurrir a los mecanismos narrativos de los thrillers políticos, ni a las convenciones del cine emocional o visual, problemas de los que adolece en algunos lugares de La conspiración del silencio.
Las voces críticas de El caso Fritz Bauer provinieron de los revisores del Frankfurter Rundschau y del taz. Ambos se quejaron de que la película no honraba los mayores logros de Bauer: el espectador no aprende nada sobre sus intentos de limpiar el sistema judicial alemán de viejos nazis, ni sobre él como iniciador de los juicios de Auschwitz. En cambio, la atención se centra en cosas no probadas, como su homosexualidad o su sumisión a los nazis, a partir de las cuales la película utiliza la psicologización asociativa para construir una cuestionable historia de redención.   The Hollywood Reporter también hizo objeciones similares, pero, al igual que el taz, excluyó expresamente de la crítica la actuación de Klaußner. Otros artículos extranjeros dieron un veredicto global más favorable, como Los Angeles Times o el New York Times, que certificaron el suspenso de la película desde el primer hasta el último minuto.
La clasificación alemana de cine y medios valoró especialmente la película porque se trata de “una película bien dirigida, apasionante y sólidamente equipada” sobre un capítulo de la historia alemana que apenas se ha contado hasta ahora. Se elogiaron las actuaciones de los actores, especialmente Klaußner, “que adopta muchos elementos del verdadero Fritz Bauer.“

## Premios (selección)
- 2015
  - Festival Internacional de Cine de Locarno : Premio del Público[20]
  - Premio de Cine de Hesse : Mejor Largometraje (Lars Kraume)
  - Premio de cine Günter Rohrbach : Premio de cine (Lars Kraume, zero one film GmbH, Thomas Kufus), Premio de actor (Burghart Klaußner) y Premio del alcalde (Julian Maas y Christoph M. Kaiser por la música de la película)
  - Premio de Cine Bávaro : Premio al Actor (Burghart Klaußner)
  - Premio de la Crítica Alemana : Mejor Largometraje (Lars Kraume) y Mejor Actor (Burghart Klaußner)
- 2016
  - Premios del cine alemán : Mejor película: Lola in Gold (Lars Kraume, Thomas Kufus), Mejor guión (Lars Kraume, Olivier Guez), Mejor director (Lars Kraume), Mejor papel secundario masculino (Ronald Zehrfeld), Mejor diseño de producción (Cora Pratz), Mejor diseño de vestuario (Esther Walz), así como nominaciones en las categorías de Mejor protagonista masculino (Burghart Klaußner), Mejor diseño de maquillaje (Astrid Mariaschk) y Mejor música de cine (Julian Maas, Christoph M. Kaiser).
  - Premio Rolf-Hans Müller de Música de Cine : para Julian Maas y Christoph M. Kaiser
  - Festival de Cine Judío de Filadelfia: Premio del Público
  - Premios del Cine Europeo : Nominación al Mejor Actor (Burghart Klaußner)

## Literatura
Conversaciones
- Entrevista a Lars Kraume y Burghart Klaußner en la charla del director Goethe. Instituto Goethe Toronto, 14. Septiembre de 2015 (inglés).
- Entrevista con Lars Kraume: Los nazis no llegaron como una plaga de langostas. En: Unión Humanista, 20. Septiembre de 2015.
- Entrevista a Lars Kraume: Entre el milagro económico y los fantasmas de la guerra. En: epd Film, 29. Septiembre de 2015.
- Entrevista con Lars Kraume: Me preocupa lo que está pasando en este país. En: Entrevista Planeta, 7. Octubre de 2015.
- Lars Kraume habla de su película El caso Fritz Bauer. En: vierzweinund.de, 4. Agosto de 2016.

Críticas
- Süddeutsche Zeitung, 31. Julio de 2015, por Paul Katzenberger: Held in Robe.
- Reportero de Hollywood, 7. Agosto de 2015, por Boyd van Hoeij: 'The People vs. Fritz Bauer' Der Staat gegen Fritz Bauer): Locarno Review (Inglés)
- Unión Humanista, 20. Septiembre de 2015, por Axel Bußmer: 'Lars Kraumes ‚Der Staat gegen Fritz Bauer‘
- Frankfurter Rundschau, 29. Septiembre de 2015, por Daniel Kothenschulte : Im falschen Film..
- Die Zeit, 30. Septiembre de 2015, por Oliver Kaever: Der Held will keine Rache
- Frankfurter Allgemeine Zeitung, 30. Septiembre de 2015, por Verena Lueken :  Der Mann, der nicht vergessen wollte.
- Der Tagesspiegel, 30. Septiembre de 2015, por Jan Schulz-Ojala: Der Tagesspiegel
- Die Tageszeitung, 1. Octubre de 2015, por Ulrich Gutmair:  Die Dame ist keine Dame..
- Der Spiegel, 2 de octubre de 2015, de Frank Arnold: Großes Nazijäger-Kino.
- New York Times, 18. Agosto de 2016, por Ken Jaworowski: Treasonous Play for Justice in 'The People vs. Fritz Bauer'.. (Inglés)
- Los Ángeles Times, 18 de agosto de 2016, por Kenneth Turan : Kenneth Turan: ‘The People vs. Fritz Bauer’ brings a largely unknown Nazi hunter to light. (Inglés)